# Xocourt

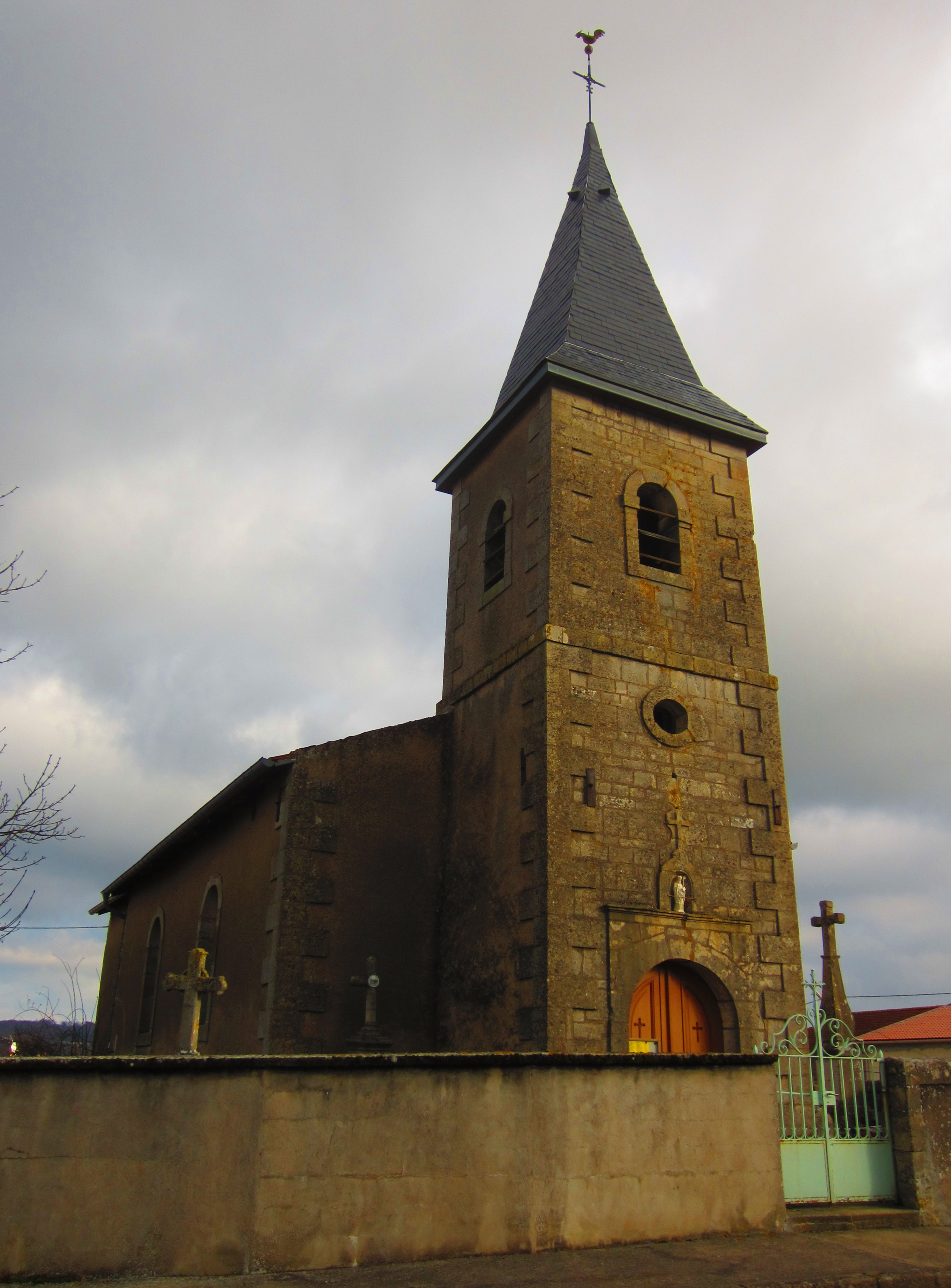
Kirche St. Martin

Xocourt ist eine französische Gemeinde mit 99 Einwohnern (Stand 1. Januar 2022) im Département Moselle in der Region Grand Est (bis 2015 Lothringen). Sie gehört zum Arrondissement Sarrebourg-Château-Salins.

## Geographie
Xocourt liegt in der Landschaft Saulnois, 34 Kilometer südlich von Metz, 16 Kilometer nordwestlich von Château-Salins  und zweieinhalb Kilometer nordwestlich von Delme auf einer Höhe zwischen 224 und 400 m über dem Meeresspiegel, die mittlere Höhe beträgt 300 m. Das Gemeindegebiet umfasst 4,88 km². Das Dorf erstreckt sich an Osthang des schmalen, bis 400 m Höhe erreichenden Höhenzuges Côte de Delme. Der Höhenzug ist als Naturschutzgebiet ausgewiesen (Réserve Naturelle de la Côte de Delme).

## Geschichte
Das kleine Dorf gehörte früher zum Bistum Metz und wurde 1661 von Frankreich annektiert. Ältere Ortsbezeichnungen sind Xowolcourt (15. Jh.), Xevocourt (1566) und Xocourt, Chocourt (1719).
Durch den Frankfurter Frieden vom 10. Mai 1871 kam die Region an Deutschland und das Dorf wurde dem Kreis Château-Salins, Bezirk Lothringen, im Reichsland Elsaß-Lothringen zugeordnet. Die Dorfbewohner betrieben Getreide-, Feldfrüchte-, Obst- und Weinanbau. Nach dem Ersten Weltkrieg musste die Region aufgrund der Bestimmungen des Versailler Vertrags an Frankreich abgetreten werden. Während des Zweiten Weltkriegs war die Region von der deutschen Wehrmacht besetzt.
1915–1919 trug das Dorf den eingedeutschten Namen Schollhofen bzw. 1940–1944 Schellhofen.

### Wappen
Das Gemeindewappen zeigt das Emblem des Kapitels der Kathedrale von Metz, das in Xocourt begütert war. Die Dreiecksform symbolisiert den Mantel ala Attribut des Heiligen Martins, des Schutzpatrons von Xocourt.

### Bevölkerungsentwicklung
| Jahr      | 1962 | 1968 | 1975 | 1982 | 1990 | 1999 | 2007 | 2019 |
| Einwohner | 63   | 62   | 53   | 46   | 40   | 49   | 74   | 98   |

## Sehenswürdigkeiten
- Kirche St. Martin

## Belege
1. ↑  Eugen H. Th. Huhn: Deutsch-Lothringen. Landes-, Volks- und Ortskunde, Stuttgart 1875, S. 505 (books.google.de).
2. ↑  Franz Xaver Kraus: Kunst und Alterthum in Elsass-Lothringen. Beschreibende Statistik. Band III, Friedrich Bull, Straßburg 1886, S. 1046 (books.google.de).
3. ↑  Wappenbeschreibung auf genealogie-lorraine.fr (französisch)